# Otto Berndt
Karl Ernst August Otto Berndt (* 29. Januar 1857 in Neuruppin; † 9. Februar 1940 in Darmstadt) war ein deutscher Maschinenbau-Ingenieur und Hochschullehrer, der ab 1892 als Professor für Maschinenkunde und Technologie an der Technischen Hochschule Darmstadt lehrte und als Gründer der staatlichen Materialprüfungsanstalt (MPA) gilt. Er hatte großen Einfluss auf die Entwicklung der Institute für das neue Maschinenbau-Studium in Darmstadt, die zu den ältesten Polytechnik-Hochschulen Europas zählte.

## Leben
Otto Berndt wurde als Sohn des Lederhändlers und Ingenieurs Ernst Berndt und dessen Ehefrau Wilhelmine Berndt geb. Kufahl 1857 in Neuruppin geboren. Er studierte von 1877 bis 1881 Maschinenbau an der Technischen Hochschule (Berlin-)Charlottenburg. 1881 legte er das erste Staatsexamen ab und wurde zum Regierungsbauführer (Referendar in der öffentlichen Bauverwaltung) ernannt, das zweite Staatsexamen folgte 1884. Von 1885 bis 1887 war er als Regierungsbaumeister (Assessor in der öffentlichen Bauverwaltung) bei der Eisenbahn-Hauptwerkstätte Halberstadt eingesetzt. Von 1887 bis 1892 arbeitete er im Maschinentechnischen Büro der Eisenbahndirektion Magdeburg.
Zum 1. Mai 1892 wurde Berndt als Nachfolger von Ernst Adolf Brauer, dem zweiten ordentlichen Professor für allgemeine Maschinenlehre und mechanische Technologie an die Technische Hochschule Darmstadt berufen. Sein Anliegen war, neben der Lehre auch die Forschung übergreifend zu betreiben. Die vor seiner Berufung etablierten Lehrgebiete Werkzeug- und Kraftmaschinen, Dampfkessel und Maschinenelemente erweiterte er um einen Lehrstuhl für Wasserkraftmaschinen und später um einen für Papierfabrikation. Um die Jahrhundertwende umfasste der Maschinenbau damit fünf Lehrkanzeln. Unterstützt vom Verein Deutscher Ingenieure entstand auch – etwa gleichzeitig mit der Technischen Versuchs- und Forschungsanstalt (TVFA) der Technischen Hochschule Wien – ein großes Maschinenbaulaboratorium.
Außerdem gründete Berndt 1907 die staatliche Materialprüfanstalt (MPA) und einen Lehrstuhl für Luftschifffahrt und Flugtechnik. Seinen Bestrebungen verdankt die Hochschule noch weitere Lehrstühle für Werkstoffkunde, Wärmekraftmaschinen und Eisenbahnwesen, die 1927 zu Ende seiner Amtszeit eingerichtet wurden. Er war auch ein vehementer Verfechter eines größeren Anteils ausländischer Studenten, der in der Folgezeit auf bis zu 30 % stieg.
Berndt war ein früher Meister des Fundraising. Auf seine Initiative hin wurde 1918 die Vereinigung von Freunden der Technischen Universität zu Darmstadt, die sogenannte Ernst-Ludwigs-Hochschulgesellschaft gegründet. Insbesondere in den 1920er Jahren konnte diese Vereinigung erhebliche Mittel für die Hochschule einwerben, wodurch mehrere Neubauten finanziert werden konnten. Als Mitte der 1920er Jahre in der Hochschule das Fehlen einer Sporthalle und eines größeren Versammlungsraums spürbar wurde, es aber an Geld mangelte, erklärte er: „Ich werde der Hochschule eine Turn- und Festhalle bauen.“ Nach kurzer Zeit hatte er genügend Sponsoren gefunden und Anfang 1926 konnte die neue Halle auf dem Hochschulareal eingeweiht werden. Zum Gedenken an Berndt wurde sie nach ihm Otto-Berndt-Halle benannt.
1929 war er als Bauleiter maßgeblich an der Errichtung des Skifreizeitheims der Technischen Hochschule Darmstadt in Hirschegg im Kleinwalsertal beteiligt. Aus seinen Mitteln wurde auch eine Liegehalle neben dem Haus gebaut, die 1958 abgerissen wurde.
Berndt hatte das Amt des Rektors der Hochschule in den Studienjahren 1896/97 und 1897/98 sowie nochmals 1915/16 inne. Er war zudem von 1905 bis 1912 Dekan des Fachbereichs Maschinenbau. Seine Amtszeit als Dekan war damit die längste in der bisherigen Geschichte der Dekane dieses Fachbereichs.
Berndt war seit dem 22. Juni 1885 mit Margarethe geb. Klövekorn aus Frankfurt an der Oder verheiratet. Aus der Ehe entstammen die Kinder Erich (1886–1965), Waldemar (1891–1915) und Gertrud (* 1893). Otto Berndt wurde auf dem Alten Friedhof in Darmstadt begraben.

## Ehrungen
- 1897: Geheimer Baurat
- 1926: Ehrensenator der Technischen Hochschule Darmstadt
- 1926: Benennung der Otto-Berndt-Halle
- 1926: Ehrenmitglied der Vereinigung von Freunden der Technischen Universität zu Darmstadt
- 1927: Ehrendoktorwürde der Technischen Hochschule Karlsruhe (als Dr.-Ing. E. h.)
- 1930: Ehrendoktorwürde der Johann-Wolfgang-Goethe-Universität Frankfurt (als Dr. rer. pol. h. c.)

Seit dem 15. Oktober 2013 ist eine Straße auf dem Campus Lichtwiese der Technischen Universität Darmstadt nach ihm benannt.